# Ceratobatrachidae
Los ceratobatráquidos (Ceratobatrachidae) son una familia de anfibios anuros. Sus 96 especies se distribuyen por Sondalandia, Filipinas y Australasia.

## Géneros
Se reconocen los siguientes agrupados en tres subfamilias:
- Alcalinae Brown, Siler, Richards, Diesmos & Cannatella, 2015 (5 especies)
  - Alcalus Brown, Siler, Richards, Diesmos & Cannatella, 2015 (5 especies)
- Ceratobatrachinae Boulenger, 1884 (88 especies)
  - Cornufer Tschudi, 1838 (57 especies)
  - Platymantis Günther, 1858 (31 especies)
- Liurananinae Fei, Ye, & Jiang, 2010 (3 especies)
  - Liurana Dubois, 1987 (3 especies)